# 埃德亚
埃德亚是巴西戈亚斯州的一个市镇。总面积1461.519平方公里，总人口11128人，人口密度7.6人/平方公里。